# نان مانکتون
نان مانکتون (به انگلیسی: Nun Monkton) یک روستا و محله مدنی در بریتانیا است که در بخش هروگت واقع شده‌است. نان مانکتون ۱۷۳ نفر جمعیت دارد.